# Don Reo
Don Reo est un scénariste, producteur et réalisateur américain né le 8 janvier 1946 dans le Rhode Island, aux États-Unis. Il est le cocréateur de la série The Ranch.

## Filmographie

### comme scénariste
- 1996 : Pearl (en) (série télévisée)
- 1973 : Thicker Than Water (en) (série télévisée)
- 1993 : The John Larroquette Show (série télévisée)
- 1999 : Action (série télévisée)

### comme producteur
- 1972 : M.A.S.H. (M*A*S*H) (série télévisée)
- 1983 : Wizards and Warriors (série télévisée)
- 1989 : Heartland (série télévisée)
- 1991 : Petite Fleur (Blossom) (série télévisée)
- 1993 : The John Larroquette Show (série télévisée)
- 2001 -2005 : Ma famille d'abord (série télévisée)